# کنار من (ترانه امیلی ساندی)
«کنار من» (به انگلیسی: Next to me) تک‌آهنگی عاشقانه از هنرمند اهل اسکاتلند، امیلی ساندی است.
این تک‌آهنگ در چارت‌های اسکاتلند، ایرلند در رتبه اول و در چارت‌های، لهستان، فنلاند، فلاندرز، نیوزلند، بریتانیا، جزو ده ترانه اول قرار گرفت.